# Pasiano di Pordenone
Pasiano di Pordenone est une commune de la province de Pordenone, dans la région Frioul-Vénétie Julienne, en Italie.

## Administration
| Période                                  | Période  | Identité           | Étiquette                            | Qualité |
| ---------------------------------------- | -------- | ------------------ | ------------------------------------ | ------- |
| 15 juin 2004                             | En cours | Claudio Fornasieri | Democrazia è Libertà - la Margherita |         |
| Les données manquantes sont à compléter. |          |                    |                                      |         |

Réélu le 8 juin 2009.

### Hameaux
Cecchini, Rivarotta, Sant'Andrea, Azzanello, Visinale.

### Communes limitrophes
Azzano Decimo, Gorgo al Monticano, Mansuè, Meduna di Livenza, Porcia, Pordenone, Prata di Pordenone, Pravisdomini.

## Personnalités
- Damiano Damiani (1922-2013), écrivain, scénariste, acteur et réalisateur de cinéma, né dans la commune.

## Jumelages
Fronsac (France) depuis 1999.